# دروغ‌های اول آوریل (فیلم)
دروغ‌های اول آوریل (انگلیسی: April Fools) فیلمی ژاپنی در سبک کمدی، درام و تعلیق به کارگردانی جونیچی ایشیکاوا است که در سال ۲۰۱۵ منتشر شد.

## داستان
در یکی از زیرمجموعه‌های این فیلم، ایومی نیتا (اریکا تودا) از اختلال اضطراب اجتماعی (کمرویی شدید و ترس از مردم) رنج می برد. او در بیمارستان به عنوان سرایدار کار می کند. او هم‌خوابگی یک‌شبه با واتارو ماکینو (توری ماتسوزاکا) برقرار میکند و واترو کسی ست که معتاد به رابطه جنسی‌ست و با زنان زیبا با دروغ گفتن درباره اینکه یک جراح بسیار خوب است، ارتباط برقرار می‌کند. مدتی بعد، ایومی می‌فهمد که باردار است و به واترو خبر می‌دهد اما واتارو فکر می‌کند که او دروغ می‌گوید؛ به‌دلیل اینکه در ماه آوریل مرسوم است که مردم دروغ‌های زیادی می‌گویند...